# Offenbach-Rosenhöhe
Rosenhöhe er en bydel i Offenbach am Main. I december 2015 havde Rosenhöhe omkring 4.433 indbyggere.
50°04′44″N 8°45′40″Ø / 50.0789°N 8.7611°Ø